# Венера 2МВ-1 № 1
2МВ-1 № 1 (также известная как «Спутник 19») — советская автоматическая межпланетная станция, запущенная в 1962 году в рамках программы «Венера».
Из-за аварии разгонного блока космический аппарат не смог покинуть низкую околоземную орбиту и через несколько дней вновь вошел в атмосферу. Это был первый из двух космических аппаратов Венера 2МВ-1, оба из которых не смогли покинуть околоземную орбиту.

## Запуск
Старт автоматической межпланетной станции Венера 2МВ-1 № 1 был осуществлён 25 августа 1962 года в 02:18:45 UTC на ракете-носителе «Молния» с пусковой площадки № 1 на космодроме «Байконур». Задача космической станции серии 2МВ заключалась в том, чтобы проникнуть под облачный покров планеты, передать данные измерений температуры, давления, плотности и состава атмосферы, а затем совершить посадку и определить состав поверхности. Основная неудача была связана с запуском ракеты-носитель, а доминирующим фактором являлись проблемы четвёртой ступени (блока Л) 8К78 «Молния».
Первые три ступени ракеты вывели четвертую ступень и полезную нагрузку на низкую околоземную орбиту. Затем четвёртая ступень двигалась по инерции в течение одного часа и пятидесяти секунд после запуска, после чего для подготовки к воспламенению четвёртой ступени были запущены двигатели с незаполненным объёмом. Один из двигателей с незаполненным объёмом не сработал, и когда основной двигатель был запущен, чтобы вывести космический корабль на гелиоцентрическую орбиту, ракета начала выходить из-под контроля. Сорок пять секунд спустя основной двигатель отключился, в результате чего космический корабль застрял на околоземной орбите. Он вернулся в атмосферу 28 августа 1962 года, через три дня после запуска.

## Обозначение космического корабля
Обозначения «Спутник 23», и позже «Спутник 19» использовались Военно-космическим командованием Соединенных Штатов для идентификации космического корабля в его документах по Сводке спутниковой информации, поскольку Советский Союз в то время не обнародовал внутренние обозначения своих космических кораблей, и не присвоил ему официального названия из-за того, что он не смог покинуть геоцентрическую орбиту.